# Electronic Key Management System
Das Electronic Key Management System (EKMS) ist ein von der National Security Agency der Vereinigten Staaten geführtes und für das planen, bestellen, erzeugen, verteilen, speichern, befüllen, verwenden und vernichten elektronischer Schlüssel, sowie die automatische Schlüsselverwaltung in der Kommunikationssicherheit (COMSEC) verantwortliches Programm. Im Speziellen generiert es elektronisches Schlüsselmaterial für alle NSA-Verschlüsselungssysteme, deren Schlüssel mithilfe von einheitlichen fill devices geladen werden, und leitet die Verteilung des von der NSA produzierten Schlüsselmaterials. Zusätzlich werden die Registrierung von Benutzerkonten, Privilegienverwaltung und Bestellungen vom EKMS durchgeführt, um die Verwaltung und Verteilung von physikalischem Kommunikationssicherheitsmaterial für die jeweiligen Dienste zu leiten. Die einheitlichen EKMS-Komponenten und Standards sollen die Interoperabilität zwischen den militärischen Diensten und zivilen Behörden begünstigen.

## Gründe für die Entwicklung
Das Registered Publications System (RPS) wurde in den 1970er Jahren durch das COMSEC Material Control System (CMCS) ersetzt. Jedoch litt das CMCS unter Sicherheits- und Logistikproblemen sowie durch den arbeitsintensiven Betrieb, der an die Kapazitätsgrenzen gestoßen war. Bedenken rief der Zugang des Personals zu Schlüsseln in Papierform hervor, der ein direktes, schwerwiegendes Risiko darstellte. Diese Sorge wurde mit der Enttarnung des Walker-Spionagerings begründet. Durch die Vernichtung der Mehrheit aller Schlüssel in Papierform wird dieses menschliche Risiko zwar stark reduziert, jedoch wird das langfristige Ziel des EKMS, die Minimierung von menschlichem Zugang zu Schlüsselmaterial, nicht realisiert werden, bevor das Benign-fill-Verfahren vollkommen implementiert ist. Das Benign-fill-Verfahren erlaubt den verschlüsselten Austausch von elektronischem Schlüsselmaterial direkt zum COMSEC-Gerät ohne menschlichen Zugang zu Schlüsseln im Klartext.
Der Bedarf für eine gemeinsame Interoperabilität führte zum Defense Reorganization Act von 1986, unter dem die Joint Chiefs of Staff (JCS) die NSA, die Defense Information Systems Agency (DISA) und die Joint Tactical Command, Control and Communications Agency (JTC3A) beauftragten, eine Key Management Goal Architecture (Schlüsselverwaltungszielarchitektur) zu entwickeln. Spätere Schwierigkeiten bei der Koordination der Verteilung von COMSEC und Unterstützung während gemeinsamer Militäraktionen wie zum Beispiel Desert Storm, Urgent Fury und Operation Just Cause haben den Bedarf für ein zwischen den Diensten interoperables System unterstrichen.

## Central Facility
Das EKMS beginnt mit der von der NSA betriebenen Central Facility (CF), die den Diensten und anderen Regierungsbehörden ein breites Spektrum von Ressourcen zur Verfügung stellt. Die CF, auch als Tier 0 bezeichnet, ist die Grundlage vom EKMS. Herkömmliche papierbasierte Schlüssel sowie Schlüssel für Sichere Telefoneinheit – dritte Generation (Secure Telephone Unit – Third Generation), Sichere Terminalgeräte (STE), Sicheres Protokoll für Kommunikationsinteroperabilität (FNBDT), Iridium, Secure Data Network System (SDNS) und andere elektronische Schlüssel werden von einem unterirdischen Gebäude in Finksburg, Maryland verwaltet. Diese Einrichtung ist zu Folgendem imstande:
- Bestellungen für physikalische und elektronische Schlüsselverarbeitung
- elektronisches Generieren und Verteilen von Schlüsseln
- Schlüsselmaterial für FIREFLY (ein NSA-Algorithmus, basierend auf Asymmetrischer Kryptographie)
- Durchführung von Seed conversion und Austausch des Schlüsselmaterials ("Rekey")
- Betreiben von Wiederherstellung und Verwaltung von FIREFLY-Material im Falle einer Kompromittierung
- Unterstützung für over-the-air rekeying (OTAR)

Die CF kommuniziert mit den anderen Elementen vom EKMS über eine Vielzahl von Medien, Kommunikationsgeräten und Netzwerken, entweder durch direct distance dialing mit STU-III(Datenmodus) oder durch dedizierten Zugang zu Verbindungselementen mit KG-84. Während des Übergangs zu vollelektronischen Schlüsseln werden 3,5-Zoll-Disketten und 9-Track-Magnetbänder ebenfalls unterstützt. Eine übliche Benutzeroberfläche, der TCP/IP-basierte Mitteilungsdienst, ist das Hauptkommunikationsmittel mit der CF. Der Mitteilungsdienst erlaubt es Elementen vom EKMS, Nachrichten innerhalb des EKMS, die elektronische Schlüssel enthalten, für späteren Abruf durch ein anderes Element von EKMS zu speichern.

## Tier 1
Unter CMCS pflegte jeder Dienst ein Central office of record (COR), das grundsätzliche Schlüssel- und COMSEC-Verwaltungsfunktionen wie Bestellen von Schlüsseln, Verteilen von Schlüsseln und Inventarkontrolle etc. durchführte. Unter EKMS betreibt jeder Dienst ein eigenes Schlüsselverwaltungssystem mit EKMS Tier 1 Software. Diese Software unterstützt physikalische und elektronische Schlüsselverteilung, traditionelle elektronische Schlüsselerzeugung, Verwaltung von Verteilung und Bestellung von Material und andere mit Buchhaltung und COR in Verbindung stehenden Funktionen. Üblicherweise basiert sie auf Software des Schlüsselverteilungssystems der U.S. Navy (NKDS), vom Naval Research Laboratory entwickelt und von SAIC in San Diego weiter entwickelt.

## Tier 2

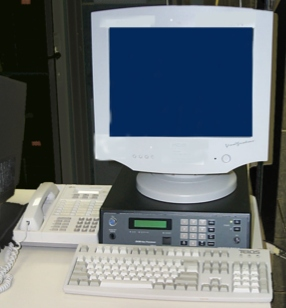
KP und LMD

EKMS Tier 2, das Local Management Device (LMD), besteht aus kommerziellen PCs, auf denen das SCO-UNIX-Betriebssystem läuft, sowie einem NSA KOK-22A Key Processor (KP). Der KP ist eine Komponente, der vertraut wird. Er führt kryptografische Funktionen, die Verschlüsselung und Entschlüsselung für das Benutzerkonto sowie elektronische Signaturverfahren aus. Der KP ist zu sicherer Erzeugung von traditionellen Schlüsseln im Feld imstande. Lokal erzeugte Schlüssel können in Kryptonetz-Kommunikation, Übertragungssicherheit-Anwendungen (TRANSEC), direkten Verbindungen und nahezu überall, wo papierbasierte Schlüssel benutzt wurden, eingesetzt werden. Elektronische Schlüssel können direkt auf Fill devices wie KYK-13, KYX-15, oder das modernere AN/CYZ-10-Datentransfergerät (DTD) heruntergeladen werden, um weiter in die abschließende kryptografische Einheit übertragen (fill) zu werden.

## Tier 3
Die unterste Stufe der EKMS-Architektur beinhaltet Geräte wie das AN/CYZ-10-Datentransfergerät, den SKL (Simple Key Loader) AN/PYQ-10 und alle anderen Verfahren, die zum Befüllen von End Cryptographic Units (ECUs) genutzt werden. Die Entitäten von Tier 3 erstellen nur Hard Copies von Material, sowie Kopien von STU-III/STE-Material nur mithilfe von Key Management Entities (KMEs) (also Lokalen Elementen (LEs)). Anders als LMD/KP-Accounts von Tier 2 erhalten Entitäten, die Tier 3 verwenden, niemals elektronisches Schlüsselmaterial von COR oder Tier 0.

## Hardware
- AN/CYZ-10
- DTD-II (Ersatz für KYK-13, KOI-18, KSP-1, KLL-1 und (teilweise) KYX-15)[6]
- KYK-13